# Symplocodes annamensis
Symplocodes annamensis är en kackerlacksart som först beskrevs av Hanitsch 1927.  Symplocodes annamensis ingår i släktet Symplocodes och familjen småkackerlackor. Inga underarter finns listade i Catalogue of Life.